# The Ocean (groupe)
Pour les articles homonymes, voir The Ocean.
The Ocean (ou The Ocean Collective) est un groupe de metal progressif allemand, originaire de Berlin. Le groupe est fondé en 2001 par le guitariste et principal compositeur Robin Staps. Cependant, le premier line-up stable du groupe date de 2009 lors des sessions d'enregistrement pour les albums Heliocentric et Anthropocentric,.

## Biographie
The Ocean est fondé en 2001 par le guitariste et auteur-compositeur Robin Staps. Les deux années qui suivent, près de 40 musiciens se joignent et quittent le groupe jusqu'à ce qu'un line-up stable s'établisse. En juillet 2002, The Ocean joue son premier concert au Eimer Club de Berlin. Peu après, ils font paraître leur premier album, Islands/Tides. Après une brève tournée aux côtés du groupe crust punk suédois Coma au début de 2003, le groupe signe au label Make My Day Records, et fait paraître l'album Fogdiver composé de cinq morceaux instrumentaux. Pendant l'hiver 2003 et en été 2004, The Ocean enregistre ce qui constituera ses albums à venir. La première moitié de cette session d'enregistrement est publiée dans l'album Fluxion en août 2004 ; distribué avec les efforts des labels Make My Day et Throne Records. Bien que le groupe utilise désormais des morceaux de chant qui rendront leur musique accessible à un public plus étendu, ils sont considérés par les critiques comme un pas en arrière en termes d'originalité et d'innovation. Dans plusieurs entrevues, le groupe souligne l'esprit fermé de ces critiques et leur incapacité à supporter des paroles antichrétiennes, antithéistes désormais ajoutées à la sonorité de The Ocean.
Après leur signature sur le label Metal Blade Records à l'été 2005, la deuxième moitié de la session d'enregistrement est publiée dans l'album Aeolian. Initialement, Fluxion et Aeolian devait paraître sous la forme d'un double CD, avec une partie brutale et une autre plus mélodique — ce qui n'a pas fonctionné pour des raisons financières et du fait qu'Aeolian est musicalement très différent de ses prédécesseurs. En mars 2006, le groupe fait paraître l'album en Amérique du Nord. Plus tard cette même année, Fluxion et Aeolian paraissent sous format disque microsillon au label Throne Records. Fin 2007 sort l'album Precambrian. En avril 2008, The Ocean embarque pour une tournée d'un an en Europe et en Amérique, en compagnie d'Intronaut, Opeth, et At The Gates. Le 17 novembre 2009, Robin Staps annonce un remplaçant au chant, Loic Rossetti. The Ocean fait ensuite paraître deux albums en 2010, Heliocentric le 9 avril, et Anthropocentric le 9 novembre. Ensemble, ces deux albums « représentent une critique philosophique et fondamentale de la chrétienté », avec Heliocentric qui décrit des combats internes avec l'Église catholique sur l'héliocentrisme de Copernic et Galilée.
Le 3 août 2011, The Ocean annonce via Facebook le début de leur nouvel album avec Robin Staps. Ils débutent les enregistrements début 2012 et évaluent la possibilité de produire un double album. Dans un article chez MetalSucks, Robin explique la possible parution prochaine de leur album en avril et en mai 2013. Le groupe fait paraître Pelagial le 29 avril 2013 aux États-Unis. La version CD contient deux disques. Le 20 octobre 2013, le groupe annonce le départ du guitariste Jonathan Nido et du batteur Luc Hess. Paul Seidel, du groupe War From A Harlots Mouth (en), remplace par la suite Hess pour leur tournée fin 2013. Le 8 décembre 2013, Robin Staps annonce sur Facebook l'arrivée du nouveau guitariste Damian Murdoch.
Le 2 novembre 2018 sort leur huitième album, Phanerozoic I: Palaeozoic, premier volet d'un diptyque dont la deuxième partie, intitulée Phanerozoic II: Mesozoic | Cenozoic, sort le 25 septembre 2020,. Le premier single de cette deuxième partie, intitulé Jurassic | Cretaceous et dévoilé le 1er juillet 2020, a été enregistré avec Jonas Renkse, chanteur de Katatonia.
Un dixième album intitulé Holocene est annoncé en février 2023 et sort le 19 mai 2023. En février 2025, le groupe annonce se séparer de son batteur Paul Seidel, après 11 années, puis en juin 2025, le guitariste David Ramis Ahfeldt annonce à son tour son départ, après le festival Hellfest 2025.

## Discographie

### Albums studio
- 2003 : Fogdiver
- 2004 : Fluxion
- 2006 : Aeolian
- 2007 : Precambrian
- 2010 : Heliocentric
- 2010 : Anthropocentric
- 2013 : Pelagial
- 2018 : Phanerozoic I: Palaeozoic
- 2020 : Phanerozoic II: Mesozoic / Cenozoic
- 2023 : Holocene

### Autres
- 2001 : Islands/Tides
- 2005 : Burst/The Ocean Split 7"
- 2012 : The Grand Inquisitor EP 10[20]
- 2015 : Transcendental (split avec Mono)

## Formation
Membres actuels
- Loïc Rossetti - chant (depuis 2009)
- Robin Staps - guitare (depuis 2001)
- Jordi Farré - batterie (depuis 2025)
- Mattias Hagerstrand - basse (depuis 2015)
- Peter Voigtmann - clavier (depuis 2018)

Anciens membres
- David Ramis Åhfeldt - guitare (2018-2025)
- Paul Seidel - batterie (2013-2025)
- Jonathan Nido - guitare (2007-2013)
- Luc Hess - batterie (2008-2013)
- Louis Jucker - basse (2008-2013)
- Chris Breuer - basse (2013-2015)
- Damian Murdoch - guitare (2013-2016)